# Mão de obra

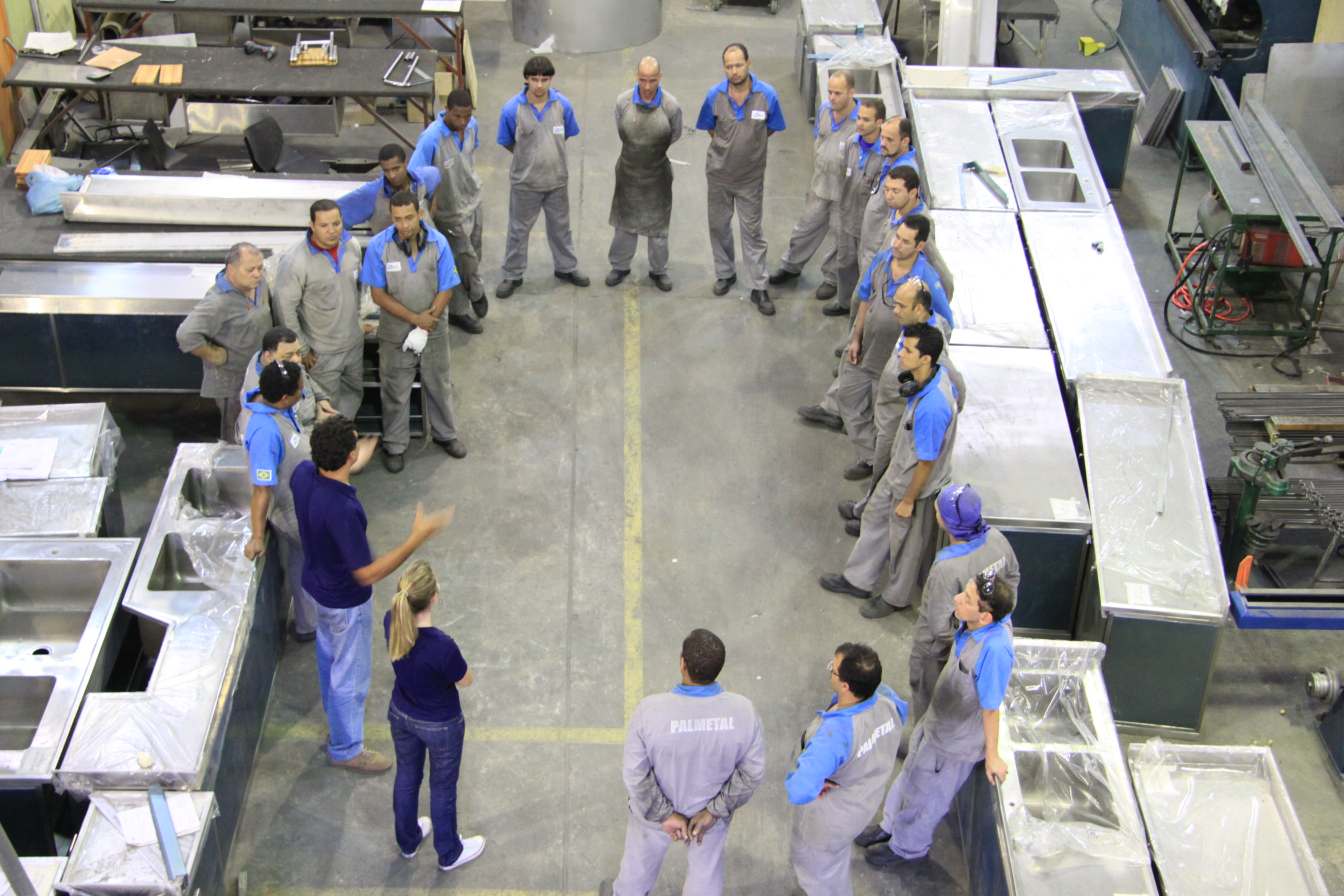
Reunião de uma equipe de trabalho de uma indústria no Brasil.

O termo mão de obra  tradicionalmente designa o emprego manual direto na produção industrial. Para efeito de apuração de custos, distingue-se a mão de obra direta (o trabalho diretamente empregado na fabricação de um bem ou serviço), e a mão de obra indireta (o trabalho realizado em atividades frequentemente indivisíveis, de supervisão ou apoio à produção, tais como a manutenção de máquinas e equipamentos, limpeza ou vigilância).
O custo da mão de obra designa a parcela correspondente ao trabalho dentro do custo total de um objeto fabricado ou de um serviço prestado. 
Segundo Manel dos Santos Costa Rocha, "quando o tempo de trabalho do operário pode ser identificado com o produto, lote de produtos, processo fabril ou centro de custos, o salário correspondente é considerado como mão de obra direta." Ou seja: mão de obra direta é o salário do operário cuja ocupação está diretamente relacionada ao produto que está sendo fabricado. Os demais operários (. . .) embora imprescindíveis à tarefa de produzir, não se encontram diretamente identificados com um determinado produto ou centro de custos. Nesse caso, serão considerados como mão de obra indireta".
Por metonímia, a palavra pode designar também o conjunto dos trabalhadores de uma fábrica, de uma empresa ou, no sentido de população ativa, os trabalhadores de uma determinada área geográfica.